# Stazione di Yorkgate
La stazione di Yorkgate (ingl. Yorkgate railway station) si trova nella zona settentrionale di Belfast in Irlanda del Nord.
Attualmente l'unica linea che vi passa è la Belfast-Larne.
La stazione fu aperta nel 1992 e rimpiazzò la vecchia Yorkgate Road Station, in funzione dall'11 aprile 1848.

## Treni
Da lunedì a sabato c'è un treno ogni mezzora verso Larne Harbour (in un'ora un treno si ferma a Carrickfergus, l'altro prosegue verso Larne) e un treno ogni mezzora verso Belfast Central con treni aggiuntivi nelle ore di punta.  La domenica la frequenza di un treno ogni due ore è costante per tutto il corso della giornata, ma il capolinea meridionale è Great Victoria Street. Per quanto riguarda la linea Belfast-Derry ci sono servizi ogni due ore in ogni direzione durante i giorni lavorativi, con servizi aggiuntivi per le ore di punta. Il sabato c'è qualche treno in meno ma la tabella degli orari rimane praticamente invariata, mentre la domenica ci sono cinque treni per direzione al giorno.

## Servizi ferroviari
- Belfast-Larne
- Belfast-Derry

## Servizi
- Biglietteria self-service
- Annuncio sonoro arrivo e partenza treni